# Wojciech Jagielski (ur. 1960)

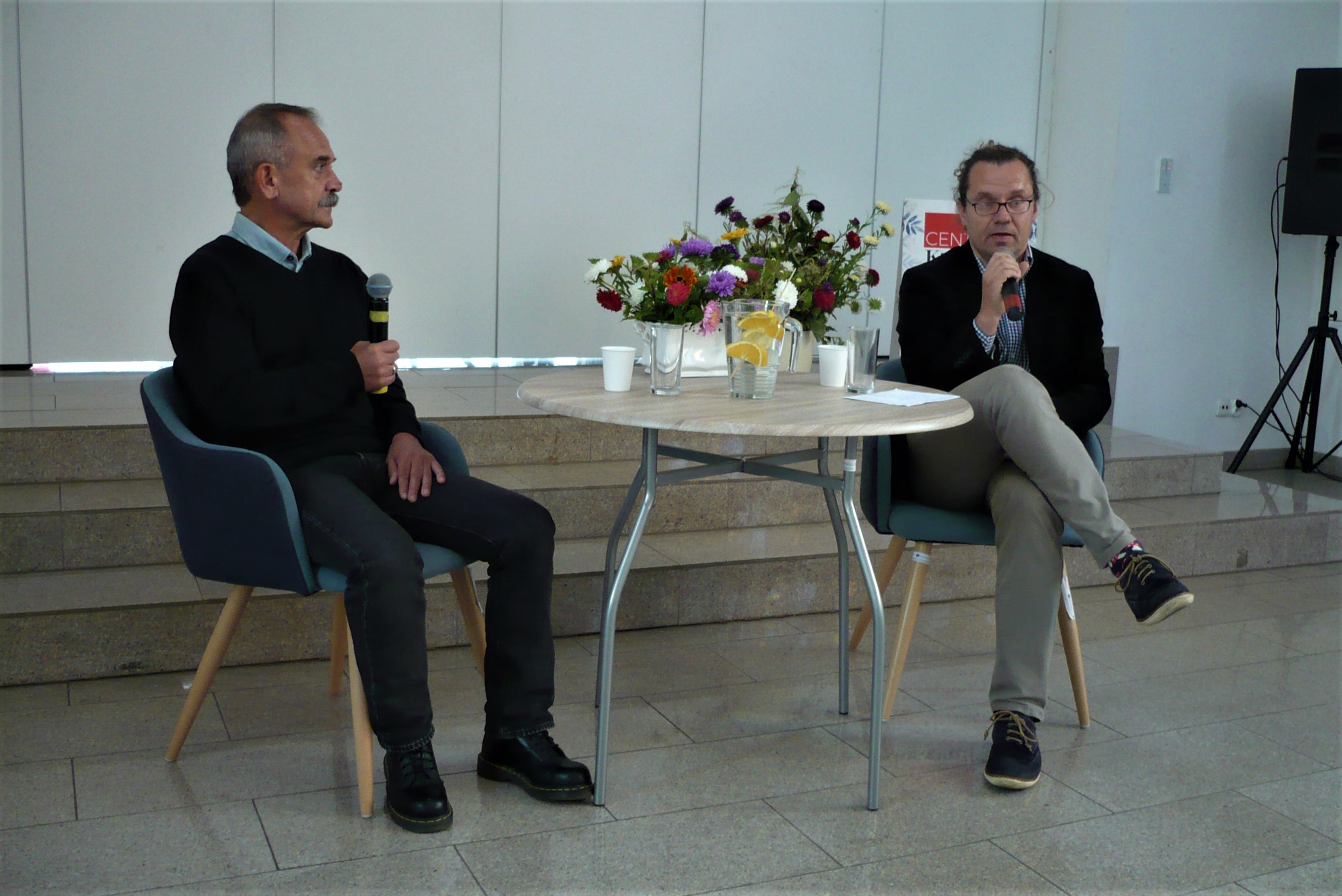
Wojciech Jagielski i Patrycjusz Śliwiński w Ludwikowicach Kł. (2022)

Wojciech Jagielski (ur. 12 września 1960 w Goworowie) – polski dziennikarz, reportażysta i pisarz, długoletni publicysta „Gazety Wyborczej”.

## Życiorys
Absolwent Wydziału Dziennikarstwa i Nauk Politycznych Uniwersytetu Warszawskiego (1984). W latach 1986–1991 pracował w Polskiej Agencji Prasowej, następnie dołączył do „Gazety Wyborczej”. Był związany z tym dziennikiem do 2012, po czym powrócił do współpracy z PAP. Od 2017 członek redakcji „Tygodnika Powszechnego”. Współpracuje też z BBC i „Le Monde”. Jest autorem książek dotyczących Afganistanu, Czeczenii i Kaukazu, Ugandy i RPA.
Zajął się problematyką Afryki, Azji Środkowej, Kaukazu i Zakaukazia, był obserwatorem konfliktów zbrojnych w Afganistanie, Tadżykistanie, Czeczenii, Gruzji.
Żonaty z Grażyną Jagielską.

## Wybrane publikacje
- Dobre miejsce do umierania (Wydawnictwo Historia i Sztuka, Poznań 1994, ISBN 83-85468-19-6; ze wstępem Ryszarda Kapuścińskiego)
- Modlitwa o deszcz (Wydawnictwo W.A.B., Warszawa 2002, ISBN 83-88221-98-1)
- Wieże z kamienia (Wydawnictwo W.A.B., Warszawa 2004, ISBN 83-7414-024-0; tłum. na język hiszpański: Torres de piedra, tłum. Francisco Javier Villaverde González, 2011)
- Nocni wędrowcy (Wydawnictwo W.A.B., Warszawa 2009, ISBN 978-83-7414-602-9)
- Wypalanie traw (Społeczny Instytut Wydawniczy „Znak”, Kraków 2012, ISBN 978-83-240-2255-7)
- Trębacz z Tembisy (Społeczny Instytut Wydawniczy „Znak”, Kraków 2013, ISBN 978-83-240-2776-7)
- Wszystkie wojny Lary (Społeczny Instytut Wydawniczy „Znak”, Kraków 2015, ISBN 978-83-240-3875-6)
- Na Wschód od Zachodu (Społeczny Instytut Wydawniczy „Znak”, Kraków 2018, ISBN 978-83-240-5333-9)
- Strona świata. Reporter o świecie, który gwałtownie się zmienia (Społeczny Instytut Wydawniczy „Znak”, Kraków 2020, ISBN 978-83-240-6094-8)
- Druga strona świata. Reporter o świecie w czasach chaosu (Społeczny Instytut Wydawniczy „Znak”, Kraków 2022, ISBN 978-83-240-6570-7)

## Odznaczenia i wyróżnienia
Ordery i odznaczenia
- Krzyż Kawalerski Orderu Odrodzenia Polski (2014)[6]
- Odznaka Honorowa „Bene Merito” (2009)[7]

Nagrody i wyróżnienia
- Nagroda SDP (1996)[1]
- Nagroda im. Pruszyńskich (1996)[1]
- Nagroda Warszawskiej Premiery Literackiej (2002)
- Nagroda im. Dariusza Fikusa (2002)
- Nagroda im. księdza Józefa Tischnera (2003)
- Nagroda Bursztynowego Motyla im. Arkadego Fiedlera (2003)
- nominacja do Nagrody Literackiej „Nike” (2003)[8] za książkę Modlitwa o deszcz
- tytuł książki września Warszawskiej Premiery Literackiej 2004 za Wieże z kamienia[9]
- Studencka Nagroda Dziennikarska MediaTory (2008)
- finał Nagrody Literackiej Nike (2010)[10] za książkę Nocni wędrowcy
- Nagroda Fundacji im. Janiny Paradowskiej i Jerzego Zimowskiego (2014)[5]
- nominacja w III edycji Nagrody „Newsweeka” im. Teresy Torańskiej (2015) w kategorii „najlepsza książka” za książkę Wszystkie wojny Lary[11]
- nominacja do Nagrody im. Ryszarda Kapuścińskiego 2015 za Reportaż Literacki za książkę Wszystkie wojny Lary[12]
- „Pióro Nadziei”, nagroda specjalna za całokształt twórczości przyznana przez polski oddział Amnesty International (2023)[13]